# Olga Walerjewna Kusjukowa
Olga Walerjewna Kusjukowa (russisch Ольга Валерьевна Кузюкова; * 27. September 1985 in Rubzowsk) ist eine ehemalige russische Skilangläuferin.

## Werdegang
Kusjukowa nahm von 2005 bis 2018 an Wettbewerben der Fédération Internationale de Ski teil. Ihr erstes Weltcuprennen lief sie im Dezember 2007 in Rybinsk, welches sie mit dem 22. Platz im 15-km-Massenstartrennen beendete und damit auch ihre ersten Weltcuppunkte gewann. Ab 2008 trat sie vorwiegend beim Eastern Europe Cup an. Dabei holte sie vier Siege und belegte in der Saison 2009/10 den sechsten und in der Saison 2014/15 den siebten Rang in der Gesamtwertung. Bei der Winter-Universiade 2009 in Yabuli wurde sie Zehnte in der Verfolgung, Sechste im Sprint und Vierte im 15-km-Massenstartrennen. Bei den nordischen Skiweltmeisterschaften 2013 im Val di Fiemme belegte sie den 21. Platz im 30-km-Massenstartrennen. Im März 2013 erreichte sie in Lahti mit dem zehnten Platz über 10 km klassisch ihre erste Top-Zehn-Platzierung im Weltcupeinzel. Die Tour de Ski 2013/14 beendete sie auf dem 22. Rang. Dabei erreichte sie in Lenzerheide mit dem achten Platz im 10-km-Massenstartrennen ihr bestes Ergebnis im Weltcupeinzel. Ihre besten Platzierungen bei den Olympischen Winterspielen 2014 in Sotschi waren der 13. Platz über 10 km klassisch und der sechste Rang in der Staffel. Die Saison 2013/14 schloss sie mit dem 46. Platz in der Weltcupgesamtwertung und dem 29. Rang in der Distanzwertung ab.
In der Saison 2014/15 belegte sie bei der Nordic Opening in Lillehammer und der Tour de Ski 2015 den 26. Platz. Bei den nordischen Skiweltmeisterschaften 2015 in Falun kam sie auf den 28. Platz im 30-km-Massenstartrennen. Letztmals im Weltcup startete sie im Februar 2015 in Östersund, wobei sie den 39. Platz über 10 km Freistil errang.

## Siege bei Continental-Cup-Rennen
| Nr. | Datum             | Ort            | Disziplin        | Serie              |
| --- | ----------------- | -------------- | ---------------- | ------------------ |
| 1.  | 26. Dezember 2009 | Krasnogorsk    | Sprint klassisch | Eastern Europe Cup |
| 2.  | 17. Februar 2010  | Rybinsk        | Sprint klassisch | Eastern Europe Cup |
| 3.  | 23. Dezember 2012 | Krasnogorsk    | 5 km klassisch   | Eastern Europe Cup |
| 4.  | 20. November 2015 | Werschina Tjoi | 5 km klassisch   | Eastern Europe Cup |

## Platzierungen im Weltcup

### Weltcup-Statistik
Die Tabelle zeigt die erreichten Platzierungen im Einzelnen.
- 1.–3. Platz: Anzahl der Podiumsplatzierungen
- Top 10: Anzahl der Platzierungen unter den ersten zehn
- Punkteränge: Anzahl der Platzierungen innerhalb der Punkteränge
- Starts: Anzahl gelaufener Rennen in der jeweiligen Disziplin
- Hinweis: Bei den Distanzrennen erfolgt die Einordnung gemäß FIS.

| Platzierung         | Distanzrennen a | Distanzrennen a | Distanzrennen a | Distanzrennen a | Distanzrennen a | Skiathlon Verfolgung | Sprint | Etappen- rennen b | Gesamt | Team   | Team    |
| Platzierung         | ≤ 5 km          | ≤ 10 km         | ≤ 15 km         | ≤ 30 km         | > 30 km         | Skiathlon Verfolgung | Sprint | Etappen- rennen b | Gesamt | Sprint | Staffel |
| ------------------- | --------------- | --------------- | --------------- | --------------- | --------------- | -------------------- | ------ | ----------------- | ------ | ------ | ------- |
| 1. Platz            |                 |                 |                 |                 |                 |                      |        |                   |        |        |         |
| 2. Platz            |                 |                 |                 |                 |                 |                      |        |                   |        |        |         |
| 3. Platz            |                 |                 |                 |                 |                 |                      |        |                   |        |        |         |
| Top 10              |                 | 2               |                 |                 |                 |                      |        |                   | 2      | 1      | 2       |
| Punkteränge         | 4               | 7               | 1               | 1               |                 | 7                    | 5      | 3                 | 28     | 1      | 2       |
| Starts              | 8               | 11              | 1               | 1               |                 | 12                   | 14     | 4                 | 51     | 1      | 2       |
| Stand: Karriereende |                 |                 |                 |                 |                 |                      |        |                   |        |        |         |

### Weltcup-Gesamtplatzierungen
| Saison  | Gesamt | Gesamt | Distanz | Distanz | Sprint | Sprint |
| Saison  | Punkte | Platz  | Punkte  | Platz   | Punkte | Platz  |
| ------- | ------ | ------ | ------- | ------- | ------ | ------ |
| 2007/08 | 15     | 75.    | 9       | 56.     | 6      | 71.    |
| 2008/09 | 6      | 116.   | -       | -       | 6      | 77.    |
| 2009/10 | 26     | 85.    | 12      | 81.     | 14     | 72.    |
| 2010/11 | 7      | 107.   | -       | -       | 7      | 76.    |
| 2011/12 | -      | -      | -       | -       | -      | -      |
| 2012/13 | 74     | 55.    | 74      | 38.     | -      | -      |
| 2013/14 | 127    | 46.    | 91      | 29.     | -      | -      |
| 2014/15 | 112    | 52.    | 82      | 36.     | -      | -      |